# El-Munsif Ben Youssef
El-Munsif Ben Youssef (arab. المنصف بن يوسف) – libijski kolarz, olimpijczyk.
Ben Youssef wystąpił na Letnich Igrzyskach Olimpijskich 1980 w jednej konkurencji kolarstwa szosowego. Wystartował w wyścigu indywidualnym ze startu wspólnego, którego nie ukończył.